# Fronteira China–Paquistão
A fronteira entre a República popular da China e o Paquistão é uma linha de 523 km de extensão, sentido noroeste-sudeste, que separa o nordeste do Paquistão, na Caxemira paquistanesa, do extremo oeste da República Popular da China, em Aksai Chin. Fica no extremo oeste do Himalaia, cordilheira de Caracórum. Situa-se nessa fronteira o pico K2 (ou Godwin-Austen, Chogori ou Dapsang), o segundo mais alto pico do mundo. Vai da tríplice fronteira dos dois países com o cabo de frigideira do leste do Afeganistão (Corredor de Wakhan no Badaquistão) até outra fronteira tripla, aquela entre República Popular da China-Paquistão-Índia (em Jammu e Caxemira). Foi definida na sua forma final após os conflitos entre a China e o Paquistão em 1962.